# SMS Panther
La SMS Panther est une canonnière de la marine impériale allemande qui se rendit célèbre pendant la crise d'Agadir en 1911. Elle est issue du chantier naval impérial de Dantzig.

Ses sister-ships sont les canonnières de la classe Iltis : les SMS Iltis, SMS Jaguar, SMS Tiger, SMS Luchs et SMS Eber.
Elle a été démolie en 1931.

## Historique
La canonnière est mise en service le 15 mars 1902, comme étant le cinquième navire de la classe Iltis. Son premier voyage d'importance est l'exposition industrielle de Düsseldorf, le 7 juin 1902, où la foule des visiteurs se passionne pour les bateaux de la marine impériale, à tel point que la visite se prolonge jusqu'au 3 juillet. Elle s'arrête, au voyage du retour sur le Rhin, deux jours à Duisbourg, à la demande de la population et retourne le 13 juillet à Wilhelmshaven. Elle prend le départ le 30 juillet pour l'Amérique, où elle doit rejoindre Saint Thomas, appartenant alors au royaume du Danemark. C'est alors qu'elle mène de manière inattendue sa première mission militaire.
En effet, un bateau-pirate haïtien, commandé par un mercenaire anglais du nom de Read (le « Crête-à-Pierrot » qui appartenait à une faction rebelle opposée au pouvoir haïtien), capture en septembre 1902 un bateau allemand, le vapeur Markomannia, de la HAPAG, et se saisit de sa cargaison d'armes destinée au gouvernement haïtien. L'Allemagne envoie immédiatement la SMS Panther à Haïti, à la requête du ministre-résident d'Allemagne à Port-au-Prince, Francsen. Elle retrouve le bateau dans le port de Gonaïves et son commandant de bord, le korvettenkapitän Richard Eckermann, menace de le couler si la cargaison n'est pas rendue. L'Écossais Killick, qui avait organisé le blocus d'Haïti, et se trouve à bord, fait évacuer le bateau et met le feu au navire, tandis que la SMS Panther bombarde le bateau-pirate, qui coule peu après, avec Killick. La canonnière est rejointe par le SMS Vineta, le 6 septembre, puis le SMS Falke prend la relève. Les Américains estiment que l'action est excessive, mais finalement reconnaissent son bon droit à l'Allemagne.
La canonnière se rend ensuite en octobre 1902 sur le fleuve Orénoque, jusqu'à Ciudad Bolívar, car le Venezuela est à la suite de la crise vénézuélienne de 1902-1903 en conflit avec l'Empire allemand et la Grande-Bretagne, rejoints par le royaume d'Italie, qui ont organisé un blocus contre le pays gouverné par Cipriano Castro. 

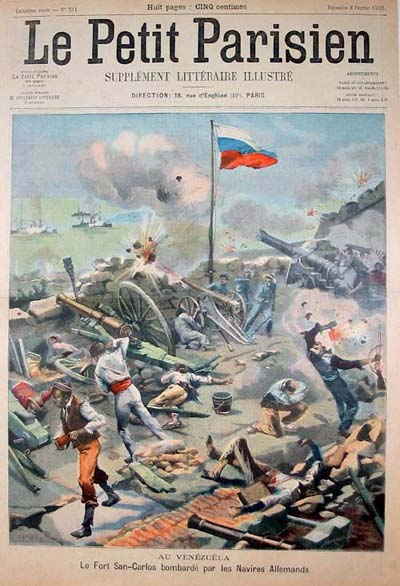
Première page du journal Le Petit Parisien sur le bombardement par des navires allemand de la forteresse San Carlos de la Barra.

La canonnière est agrégée le 16 décembre à la division allemande de croiseurs, commandée par le Kapitän zur See Georg Scheder, à bord du croiseur SMS Vineta, tandis que l'ensemble des navires est commandé par le vice-amiral britannique Archibald Douglas, à bord du HMS Ariadne. Aux côtés du SMS Vineta se trouvent les croiseurs auxiliaires SMS Gazelle et SMS Falke, la SMS Panther, les navires-écoles SMS Charlotte et SMS Stosch, ainsi qu'une canonnière vénézuélienne capturée, le Restaurador. Le contingent allemand s'empare du port de Puerto Cabello, le 4 janvier 1903, puis la SMS Panther se dirige vers le fort San Carlos de la Barra, près de Maracaibo, qu'elle bombarde le 17 janvier, suivie bientôt du SMS Vineta.
La SMS Panther est ensuite au Canada, en juillet 1903, après avoir subi des réparations à Newport News. C'est le 27 novembre 1905 qu'intervient l'affaire Itajahy au sud du Brésil. En effet, un marin a enlevé dans le port un sujet allemand, opposant à la politique de son pays d'origine, et a déserté. L'enquête se poursuit sans que la police brésilienne ne soit informée. L'homme est retrouvé, mais les autorités brésiliennes demandent à fouiller la canonnière. C'est la première « affaire Panther » (connue comme el caso Panther au Brésil).
La canonnière poursuit son voyage en Amérique du Sud, à Río de la Plata, au Paraguay, à Asuncion, où le commandant de bord est reçu par le président de la république du Paraguay. Elle remonte ensuite vers le nord, traverse en mai 1906 le fleuve Saint-Laurent jusqu'à Montréal et retrouve en décembre 1906 le croiseur SMS Bremen qui accompagnait la bateau de ligne de la HAPAG, Prinzessin Victoria Luise. La canonnière quitte l'Amérique le 5 août 1907, pour se rendre en Afrique.
Elle atteint Las Palmas aux Canaries, le 3 septembre 1907, à partir desquelles, elle doit rejoindre les possessions allemandes de l'ouest-africain, puis le Sud-Ouest africain allemand. Elle est au Cap pour des réparations.

### L'affaire d'Agadir
La SMS Panther est stationnée au Cameroun, alors colonie allemande, en 1911 et doit y passer quelque temps avant de retourner en Allemagne, et s'arrêter pour se réapprovisionner en charbon au Maroc. Le 8 mars 1911, elle reçoit l'ordre de l'état-major de l'amirauté, d'aller, au lieu de Casablanca ou de Mogador, à Agadir. Cet arrêt est considéré par les autorités françaises comme une provocation, dénoncée comme le coup d'Agadir, et une montée des périls, six ans après le coup de Tanger. La baie d'Agadir était jusqu'alors fermée au commerce étranger, et, malgré les allégations allemandes qui avançaient comme prétexte à sa venue la sécurité de ses ressortissants, il n'y avait que quatre sujets de l'Empire dans les environs. La France qui y voit une menace de ses intérêts au Maroc réagit vivement, soutenue par les Britanniques, et la guerre est au bord d'éclater. Cependant les négociations diplomatiques évitent la crise et l'Allemagne reçoit en compensation des territoires en Afrique, si elle laisse les mains libres à la France au Maroc. La SMS Panther n'est restée en tout que quelques semaines dans la baie d'Agadir, remplacée ensuite par le croiseur Berlin, avant de revenir en octobre, en alternance avec la SMS Eber. Les bâtiments allemands quittent définitivement la baie d'Agadir le 28 novembre 1911. Ce coup de force, tentative d'intimidation selon les Français, aura été vécu comme un épisode de la « politique de la canonnière. »
Elle arrive le 19 août 1911 à Hambourg, puis à Dantzig pour des réparations. Elle est associée dans la mémoire historique à la montée des périls et à la crainte d'une guerre prochaine. Ses prochains voyages feront ensuite l'objet de commentaires défavorables dans la presse européenne de l'époque, de plus en plus anti-allemande. On lui ferme le port d'Anvers quelques mois plus tard. Elle se rend au Liberia en novembre 1912, puis en Amérique du Sud, et de retour au Liberia, jusqu'en avril 1913, ensuite au Cameroun allemand, avec sa sister-ship la SMS Eber et la division détachée sous les ordres du konteradmiral Hubert von Rebeur-Paschwitz, avec les navires de ligne SMS Kaiser et SMS König Albert, et le croiseur léger SMS Straßburg.
Elle retourne à Dantzig, le 13 mai 1914 et le 9 juillet 1914 à Kiel. Des manœuvres sont prévues ensuite au large des côtes mexicaines, mais le voyage est écourté à cause du déclenchement de la guerre. Elle doit croiser désormais en mer Baltique à la fin du mois pour s'opposer à la flotte impériale russe, mais elle reste la plupart du temps à Kiel. Elle est mise hors-service, le 18 décembre 1918, après la chute de l'Empire et la fin de la guerre et de nouveau en 1926, puis démolie en 1931.

## Articles connexes

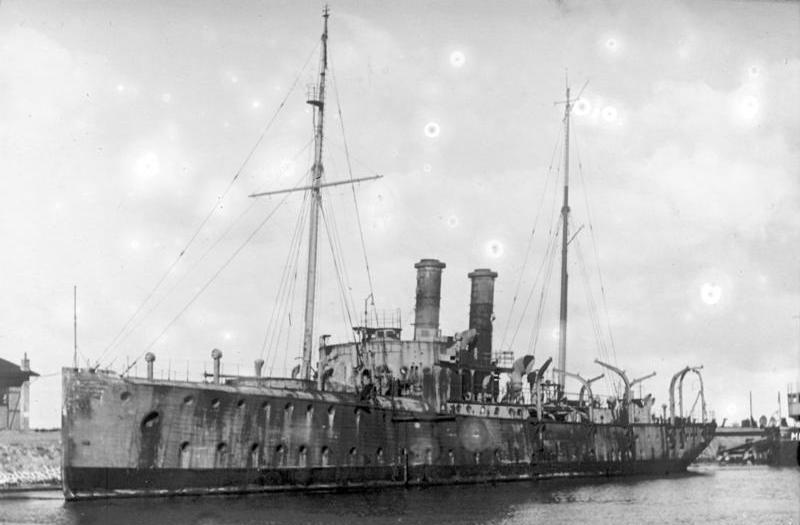
La Panther à Kiel en fin de service.

## Source
- (de) Cet article est partiellement ou en totalité issu de l’article de Wikipédia en allemand intitulé « SMS Panther (1901) » (voir la liste des auteurs).